# UKube-1
UKube-1 (United Kingdom Universal Bus Experiment 1) ist ein Nanosatellitenprojekt der UK Space Agency, welches der Technologieerprobung dient und auch eine Amateurfunknutzlast trägt. UKube-1 ist der erste Satellit der 2010 gegründeten UK Space Agency.

## Ziel
Das UKube-1-Programm entstand in der Zusammenarbeit zwischen der britischen Raumfahrtbehörde, Industrie und Wissenschaft. Großbritannien sollte hiermit in die Lage versetzt werden, Bildungspakete auf Satelliten zu fliegen, neue Technologien zu testen und neue Weltraumforschung schnell und effizient durchzuführen. UKube-1 war als Pilotprojekt für ein britisches CubeSat-Programm vorgesehen.

## Aufbau
UKube-1 ist ein 3U-CubeSat, der über alle wichtigen Subsysteme größerer Satelliten verfügt und vier Hauptnutzlasten trägt:
- Janus (Random Number Generator using Single Event Upsets), ein Gerät der EADS Astrium Ltd. zur Generierung von Zufallszahlen durch Single Event Upsets.
- TOPCAT (Topside Ionosphere Computer Assisted Tomography), ein Gerät zur Messung der Weltraumwetterbedingungen. Das Gerät erstellt GPS-gestützt Tomogramme des Weltraumwetters der oberen Ionosphäre und der Plasmasphäre. TOPCAT ist ein Projekt der Universität Bath.
- C3D (Compact CMOS Camera Demonstrator) dient der Erprobung von CMOS-Sensoren für Kameras bezüglich der Single Event Effecte im Weltraum und der Bereitstellung von Bildern aus dem Orbit.
- FUNcube ist eine Nutzlast, der von AMSAT-UK in Zusammenarbeit mit der Firma ISIS (Innovative Solutions in Space BV) entwickelt wurde. Das Projekt umfasst einen linearen Transponder von 435 MHz nach 145 MHz für den Amateurfunkdienst und experimentelle Telemetrie für Schüler und Studenten.

## Mission
Der Satellit wurde am 8. Juli 2014 um 15:58 UTC mit einer Fregat-M-Rakete zusammen mit Meteor M2, MKA-FKI, SkySat-2, TechDemoSat1 und AISSAT-2 vom Kosmodrom Baikonur in Kasachstan gestartet.
Im Oktober 2015, nach 14 Monaten wurde die nominelle Mission für abgeschlossen erklärt. Danach wurde der Satellit weiter durch Funkamateure beobachtet und genutzt. UKcube-1 ist 2018 ausgefallen, die letzte Telemetrie wurde am 18. Oktober 2018 empfangen.

## Frequenzen
- 145,840 MHz Haupttelemetrie Downlink CW oder 1k2-9k6 BPSK
- 145,915 MHz FUNcube-2 Telemetrie 1k2 BPSK AX.25
- 145,930-145,950 MHz Downlink (400 mW Lineartransponder, SSB/CW)
- 435,080-435,060 MHz Uplink Lineartransponder
- 2.401,0 MHz S-Band Downlink (QPSK-OQPSK)
- 437,425-437,525 MHz Spread Spectrum